# Claas Super
Der Super ist ein gezogener Mähdrescher von Claas. Die Serienproduktion startete 1946. Den ersten Claas Super, auch öffentlich noch als „neuer Mäh-Dresch-Binder“ bezeichnet, führte Walter Brenner am 31. Juli 1946 auf dem Betriebsgelände von Claas Offizieren der britischen Militärregierung und Vertretern der deutschen Behörden vor. Ab 1953 wurde ein kleineres Pendant unter der Bezeichnung Super-Junior angeboten, das Basismodell ab 1956 in einer technisch überarbeiteten Version als Super 500 vermarktet. 1958 folgte der Super Automatic, der ein Hydrauliksystem für die Höhenverstellung des Schneidwerkes sowie eine Haspelhöhenverstellung hat. Eine Weiterentwicklung des Automatic war die S-Variante, die zeitgleich mit Einführung der neuen Maschinenfarbe Saatengrün zur Saison 1967 auf den Markt kam. Besonderer Wert wurde bei diesem Modell auf die Verkürzung der Umrüstzeiten von Arbeits- auf Transportstellung gelegt. Die Produktion der Super-Baureihe wurde 1978 nach rund 65.000 gebauten Maschinen eingestellt.

## Geschichte und Entwicklung
Claas hatte bis zur kriegsbedingten Produktionseinstellung 1943 den M.D.B. gebaut, einen gezogenen Mähdrescher, der das Getreide quer zur Fahrtrichtung drosch und der Restkornabscheidung zuführte. Der Entwickler der Claas-Mähdrescher, Walter Brenner, hatte am 8. Dezember 1942 eine „Super Idee“, von der der Name des Claas Supers herrührt. Da ein Mähdrescher für die Leistungssteigerung eine verbesserte Dreschtrommel und ein größeres Abscheidesystem benötigt, wachsen zwangsläufig auch die Außenmaße. Bei einem reinen Querflussmähdrescher, wie dem M.D.B., hätte dies vor allem ein Anwachsen der Fahrzeugbreite bedeutet, was den Transport und den Einsatz auf kleinen Flurstücken stark beeinträchtigt hätte. Brenner skizzierte einen Mähdrescher, der das Getreide zwar noch quer zur Fahrtrichtung ausdrosch, aber dann nach oben zog, wendete und so der Restkornabscheidung längs zur Fahrtrichtung zuführte.
Mehrere dieser Versuchsmaschinen wurden vor Ende des Zweiten Weltkrieges gebaut und in Westfalen getestet. Nachdem ein Super von der englischen Militärregierung beschlagnahmt und ins Vereinigte Königreich verbracht wurde, fürchtete man bei Claas, dass der Super dort nachgebaut werden würde, da noch keine Patente auf den Drescher angemeldet waren. Wider der Befürchtung wurde der Drescher lediglich getestet und nicht nachgebaut. Nach dem Zweiten Weltkrieg wurden mehrere Claas Super 1946 für die Ernte-Schnell-Aktion ins Rheinland verbracht, um dort die Getreideernte durchführen zu können. Claas nutze die Erfahrungen um den Super zur Serienreife zu entwickeln. Schnell entwickelte sich der Super zu einem Verkaufserfolg für Claas.
Claas entwickelte den Super ständig weiter, so gehörten Korntank und Abtankrohr bald zum Serienumfang, ab 1953 gab es den Super mit Aufbaumotoren, ab 1958 bot Claas den Super Automatic mit hydraulischem Schneidwerk an. Dieser hat schon keine Strohpresse mehr. Im Vergleich zum selbstfahrenden Mähdrescher bot der Super preisliche Vorteile in der Anschaffung, im Jahr 1951 betrug sein Kaufpreis mit Aufbaumotor DM 12.454, während der selbstfahrende Europa mit derselben Dreschleistung etwa DM 24.000 kostete.

## Technik

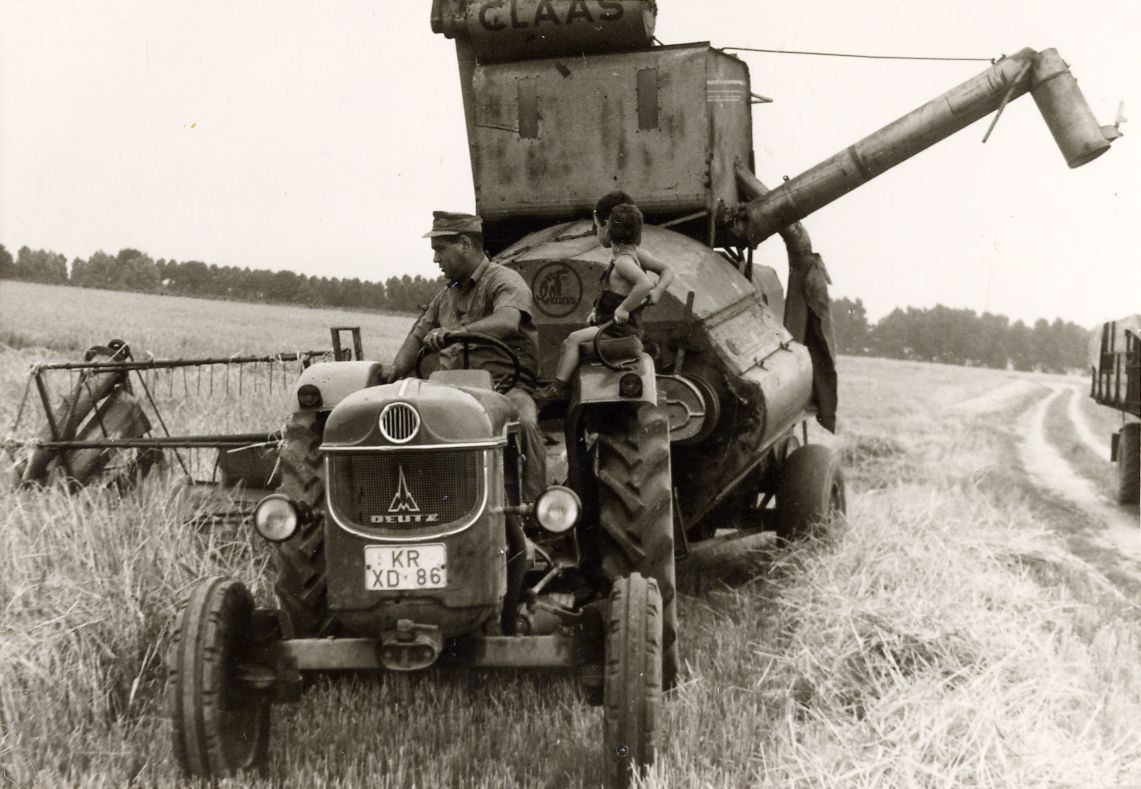
Claas Super, gezogen von einem Deutz der Baureihe 05, mit Korntank und Abtankschnecke, 1969

Der Super ist ein gezogener einachsiger Mähdrescher, der zum Mähdrusch, Schwadendrusch, Hockendrusch und zum Standdrusch eingesetzt werden kann. Es gibt ihn mit und ohne Motorisierung. Die Motoren sind als Aufbaumotoren auf dem Dach über der Dreschtrommel montiert (siehe Bild unten rechts). Sofern der motorlose Super (siehe Bild links) zum Mähdrusch eingesetzt werden soll, ist ein Schlepper mit mindestens 35 PS (ca. 26 kW) notwendig (oder bei Verwendung des Kriechgangs 28 PS (ca. 21 kW)), um den Super zu ziehen und sein Dreschwerk über die Zapfwelle anzutreiben. Der Super konnte mit einem 23 PS (17 kW) leistenden Aufbau-Ottomotor geliefert werden, der das Dreschwerk zusammen mit dem Motor des ziehenden Schleppers antreibt; er ist vor allem für Schlepper mit Motorleistungen um 25 PS (ca. 18 kW) konzipiert. Als weitere Motorisierungen waren zwei 30 PS (ca. 22 kW) leistende Motoren im Angebot, ein Otto- und ein Dieselmotor. Sie treiben ohne die Hilfe des ziehenden Schleppers das Dreschwerk des Supers an und sind für Schlepper ab 20 PS (ca. 15 kW) ausgelegt. Wird der Super zum Standdrusch verwendet, reicht ein Schlepper mit 15 kW Motorleistung zum Antrieb des Dreschwerks aus.
Der Super hat ein 2100 mm breites Schneidwerk, das an der Maschine vorn rechts angebracht ist. Es ist so konzipiert, dass es neben dem ziehenden Schlepper mäht und der Schlepper nicht durch das zu erntende Getreide fahren muss (siehe Bild links). Das Schneidwerk hat eine Haspel und einen schneckenförmigen, rotierenden Halmteiler. Das gemähte Getreide wird quer zur Fahrtrichtung mit einem Förderband in den Dreschapparat befördert. Die Super-Automatic-Modelle haben ein Hydrauliksystem, mit dem Schneidwerk und Haspel unabhängig voneinander in der Höhe verstellt werden können. Es wurde dafür an die Zapfwelle des ziehenden Schleppers angeschlossen. Die Super-500-Modelle waren hingegen nur mit einer sogenannten Haspelautomatik lieferbar, bei der die Höhe der Haspel vom Schlepperfahrer mittels Seilzug eingestellt werden konnte. Für den Transport wird das Schneidwerk um ca. 90° nach links gekippt, sodass es vorn auf dem Mähdrescher aufliegt (siehe Bild oben rechts). Für primär ausländische Märkte war der Super auch mit einem 2400 mm und einem 3000 mm breiten Schneidwerk lieferbar, für den Schwadendrusch gibt es eine Pickuptrommel, die sich mit drei voreinstellbaren Geschwindigkeiten drehen kann.

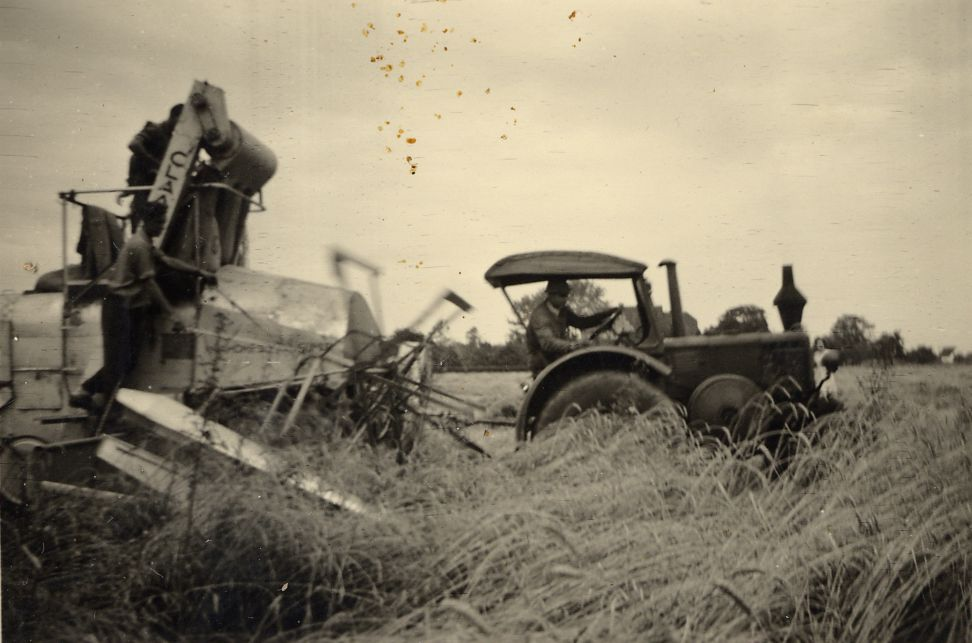
Super, gezogen von einem Lanz Bulldog, mit Sortierzylinder und Sackabfüllung auf dem Dach, 1952

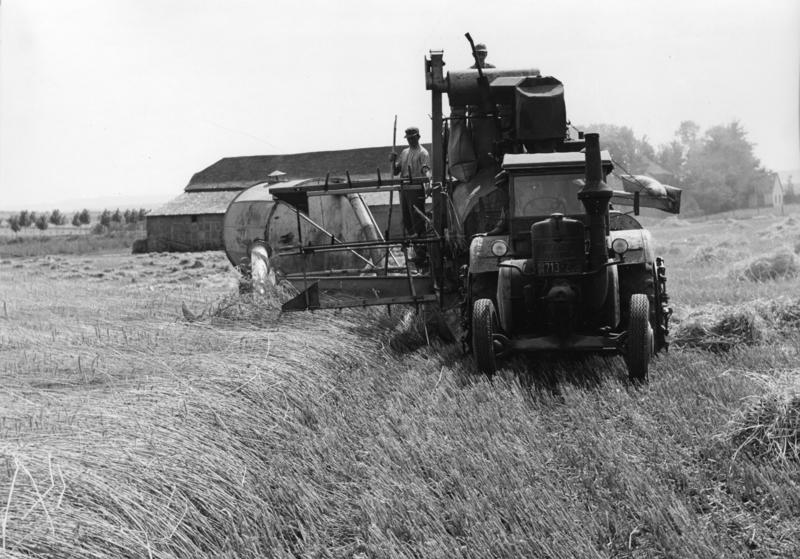
Super, gezogen von einem Lanz Bulldog, gut sichtbare Sackrutsche und gut sichtbarer Aufbaumotor, 1957

Die Dreschtrommel mit sechs Schlagleisten und 450 mm Durchmesser ist längs zur Fahrtrichtung in den Drescher eingebaut, während die Restkornabscheidung ebenfalls mit längs eingebautem Schüttler arbeitet; der Super arbeitet somit nach dem Quer-Längsfluss-Verfahren: Das Getreide wird seitlich, also quer, über das Förderband zur (von hinten betrachtet) rechtsdrehenden Dreschtrommel befördert und von dort nicht nach hinten, sondern nach oben auf den Wendekopf geschleudert, der das Stroh im Drescher nach hinten, also längs, auf den Schüttler befördert. Über die Dreschtrommel konnten wahlweise Entgrannerplatten eingebaut werden. Der Dreschkorb ist nicht unter der Dreschtrommel angebracht, sondern um etwa eine Viertelumdrehung im Uhrzeigersinn verschoben, weil die Dreschtrommel nach oben arbeitet. Der Dreschkorb hat keine Momentverstellung. Die Drehzahl der Dreschtrommel kann zwischen 1100 und 1350 min−1 mithilfe einer Veränderung des Riemenantriebes stufenlos eingestellt werden. Mit Wechselrädern lässt sich die Übersetzung ändern, sodass auch Drehzahlen zwischen 500 und 1400 min−1 möglich sind.
Die Restkornabscheidung erfolgt mittels 3000 mm langem Schwingschüttler. Der Super hat ein regulierbares Druckwindgebläse und Ober- und Untersieb. Die Siebe sind für alle Getreidesorten, Ölsaaten, Hülsenfrüchte, Kleesamen und Feinsämereien geeignet. Der Material, das den Schüttler verlässt sowie das Material aus den Sieben kann der Dreschtrommel erneut zugeführt werden; der Super hat eine doppelte Überkehr. Die Spreu kann in der Spreuwanne gesammelt und entweder mit einem Spreugebläse in einen Spreuwagen geblasen oder mit einem Zyklon auf dem Dach in Säcke gefüllt werden. Das Korn wird standardmäßig mit dem Elevator auf das Dach des Dreschers befördert, wo es in einem Sortierzylinder nach drei Güteklassen sortiert und in Säcke gefüllt wird. Die Säcke können auf dem Dach des Dreschers zwischengelagert und entweder auf dem Feld abgestellt oder mit einer Rutsche auf einen Anhänger abgeladen werden. Als aufpreispflichtige Zusatzausstattung war für den Super auch ein Korntank lieferbar, der ca. 1000 kg Korn fasst. Der Korntank kann mit einer Abtankschnecke in einen Anhänger entleert werden, auf Wunsch war auch weiterhin eine Sackabfüllung aus dem Korntank lieferbar. Im Durchschnitt soll der Super in einer Stunde 2000 kg Korn ernten können.
Das Stroh wird standardmäßig von einer Schwingkolbenstrohpresse zu etwa 1000 mm langen, zweimal gebundenen Strohbunden mit 10–25 kg Gewicht gepresst. Wahlweise gab es einen Strohschneider, der das Stroh in 10–20 cm lange Halme schneidet und anschließend auf das Feld wirft. Der Halmschneider war auch zusammen mit der Strohpresse lieferbar, sodass das Stroh entweder in Ballen gepresst oder in kurze Halme geschnitten werden konnte. Für das Pressen von Ballen musste dafür der Strohschneider abgebaut werden, während das Schneiden des Strohs in Halme kein Abbauen der Strohpresse erfordert.

## Quelle
- Der neue “Super” 500